# Isabeau de Herzelle

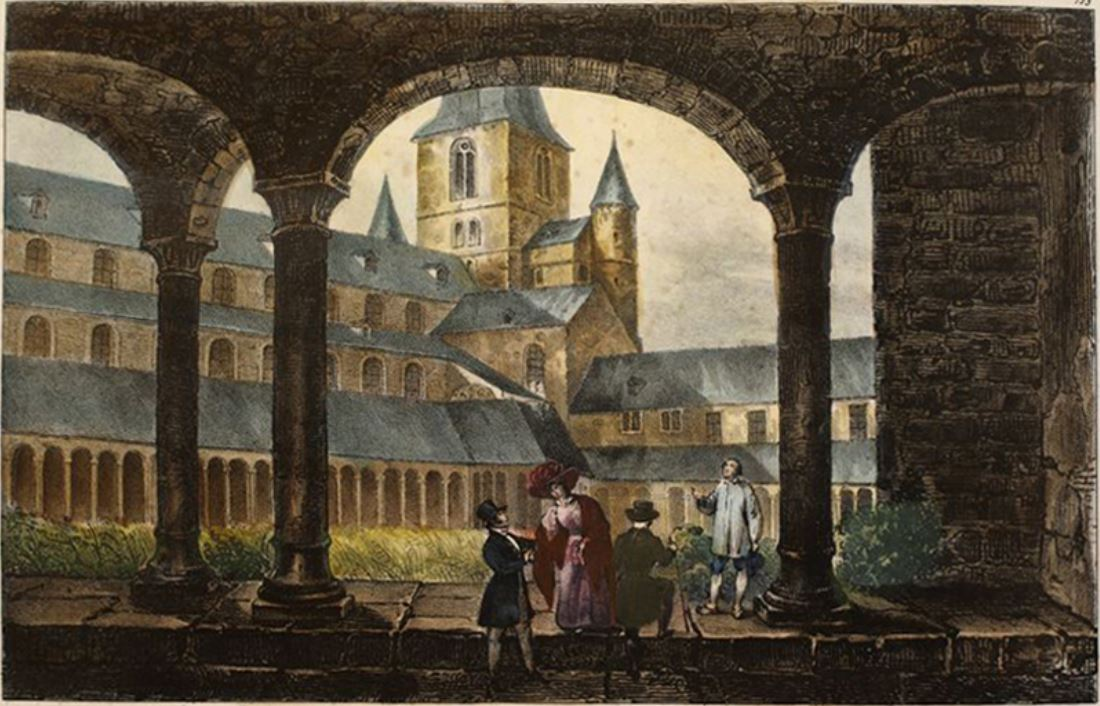
Binnenzicht van de abdij van Nijvel (19e eeuw)

Isabeau de Herzelle (  - Nijvel, 1 december 1519) was de 40e abdis van de abdij van Nijvel (1494-1519). Zij verkreeg van Karel de Vijfde, landsheer der Nederlanden, het behoud van al haar privileges als heerser van Nijvel binnen het hertogdom Brabant.

## Levensloop
In 1494 brak er een twist uit in de abdij van Nijvel over de opvolging van de overleden abdis Guillemine de Franquenberg. Het kapittel van de kanunnikessen verkoos Isabeau de Herzelle tot hun abdis. Maar haar zus, Gertrude de Herzelle, verzette zich tegen de verkiezing. Isabeau’s zus kreeg uiteindelijk een groot deel van de medezusters achter haar. Abdis Isabeau kon rekenen op de steun van de geestelijkheid: de kanunniken van het kapittel van Nijvel en Marbiau d’Orto, vicaris-generaal van de bisschop van Kamerijk. Om de gemoederen te bedaren tussen de twee zussen zond de kanselier van Brabant een delegatie naar Nijvel. Na een onderzoek riepen de gezanten van de kanselier Isabeau uit tot abdis van Nijvel, in naam van de hertog van Brabant. 
Isabeau besteedde tijdens haar bestuur van Nijvel tijd en geld aan de herinrichting van haar residentie, het latere stadhuis van Nijvel. In de Zaal van het Laatste Oordeel nam Isabeau plaats op een troon om gevangenen te oordelen.
In 1517 ontving abdis Isabeau op plechtige wijze hertog Karel, hertog van Brabant en heer der Nederlanden alsook koning van Spanje. Karel was nog geen keizer van het Rooms-Duitse Rijk. Isabeau bekloeg zich bij Karel dat hij met de abtenscepter door de stad geparadeerd had. Karel verontschuldigde zich. Hij bevestigde aan Isabeau dat hij de privileges van de abdij van Nijvel nauwgezet zou respecteren. 
Op 1 december 1519 stierf Isabeau. Zij werd begraven in een praalgraf van de Sint-Gertrudiskerk in Nijvel. Naast haar werd haar zus Gertrude begraven.